# Cranopsis coniferus
Incilius coniferus là một loài cóc trong họ Bufonidae.
Nó được tìm thấy ở Colombia, Costa Rica, Ecuador, Nicaragua, và Panama.
Các môi trường sống tự nhiên của chúng là các khu rừng ẩm ướt đất thấp nhiệt đới hoặc cận nhiệt đới, sông, đầm nước ngọt, vườn nông thôn, các vùng đô thị, và các khu rừng trước đây bị suy thoái nặng nề. Loài này đang bị đe dọa do mất nơi sống.

## Hình ảnh

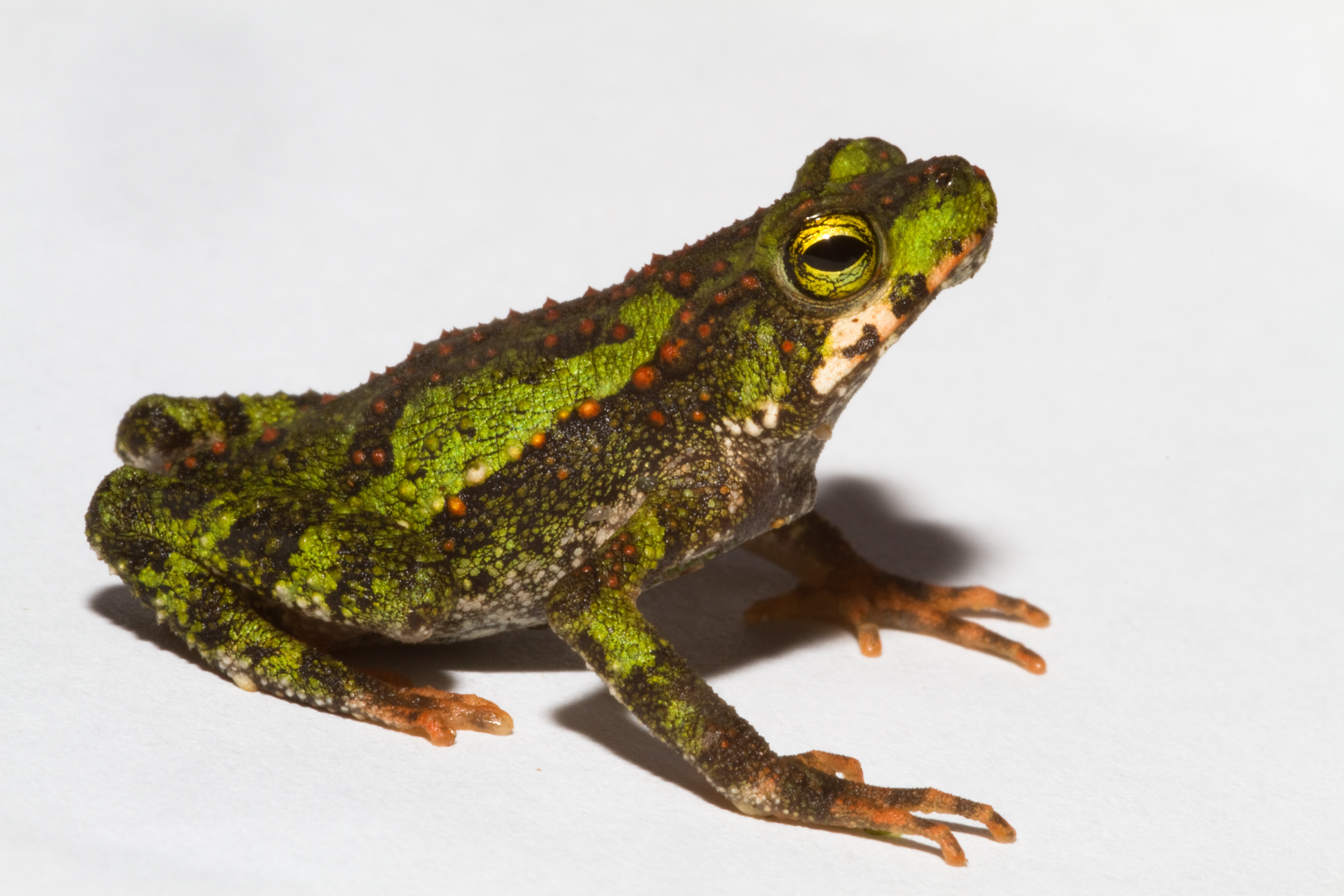
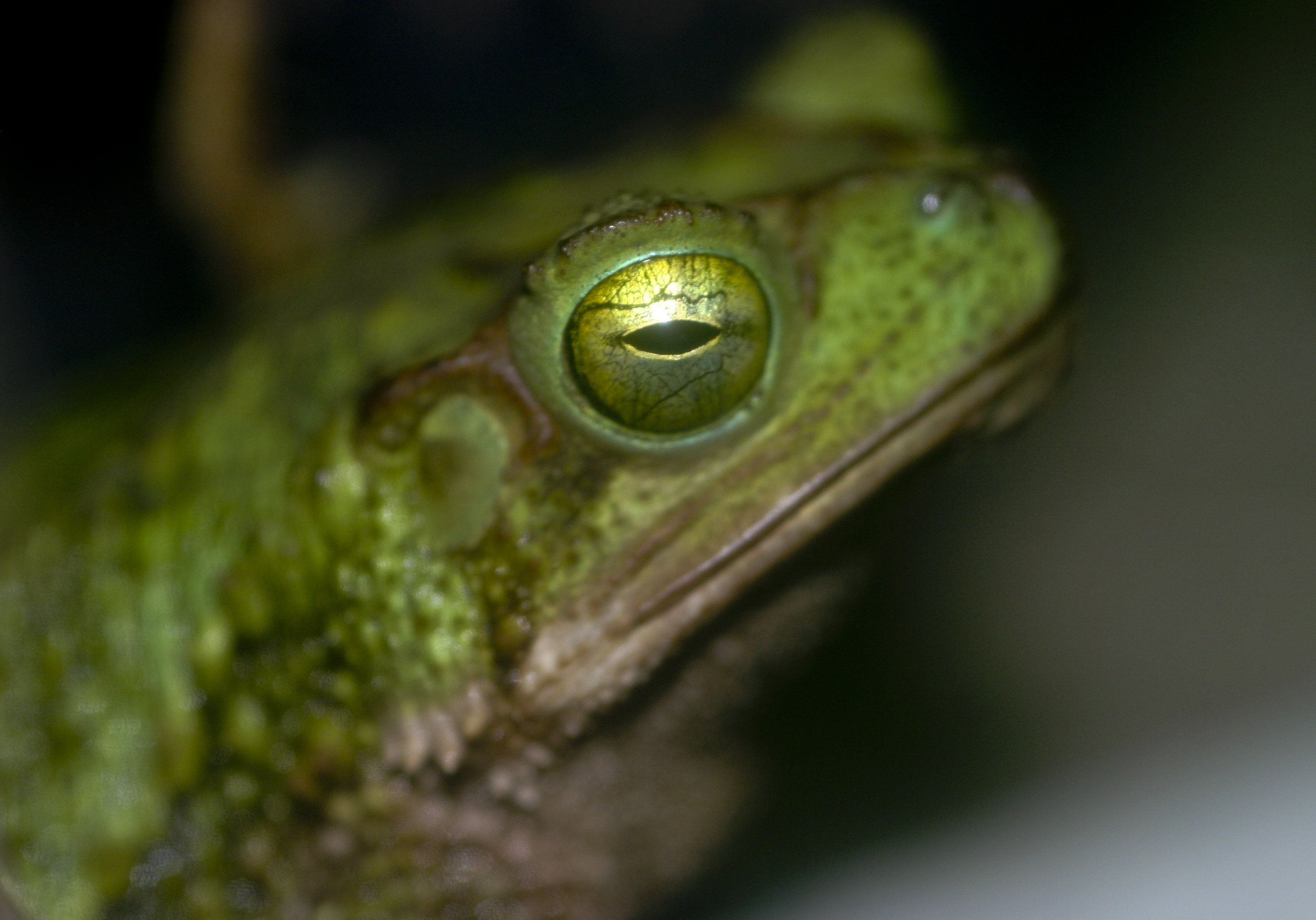
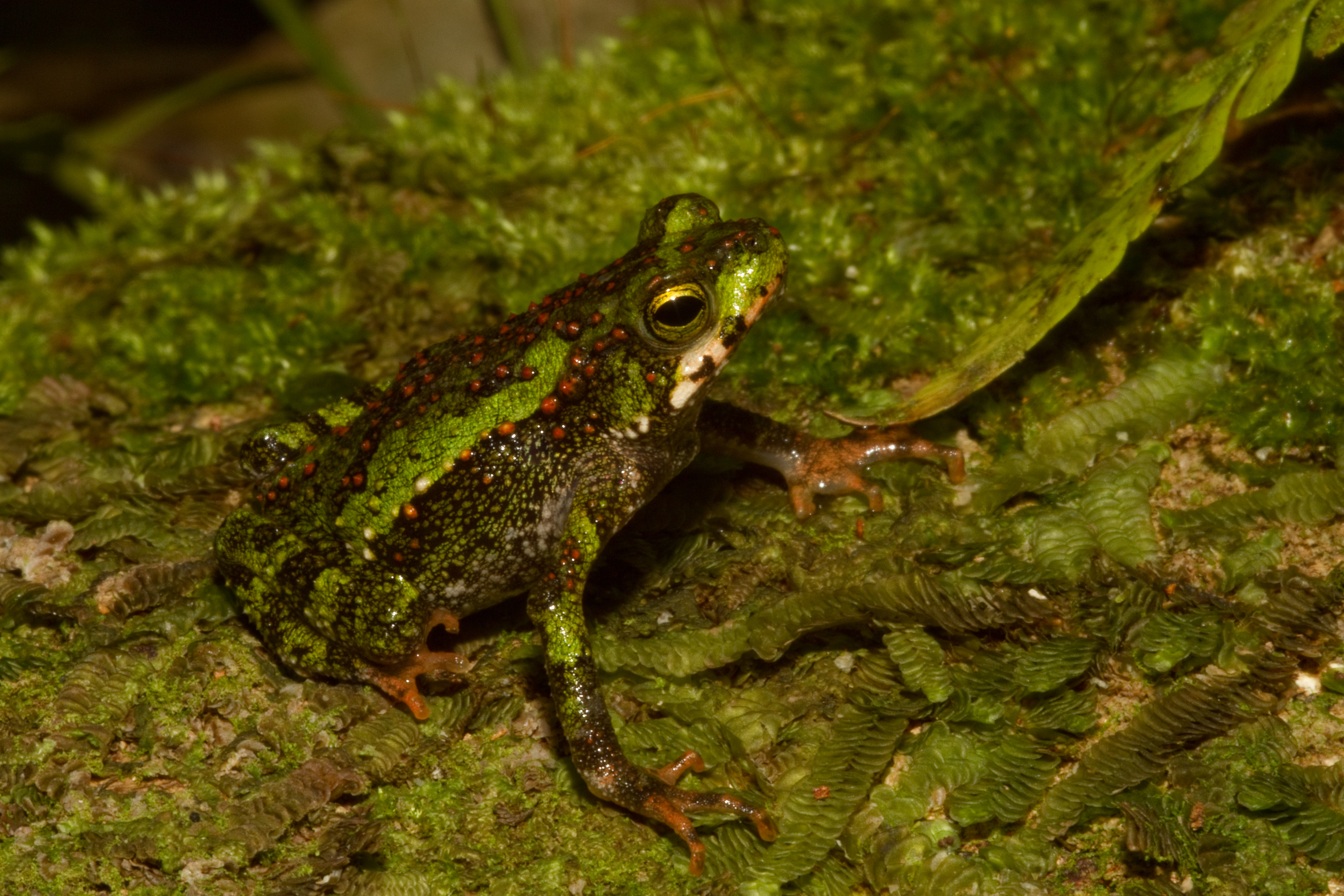